# Polnische Sommermeisterschaften im Skispringen 2009
Die Polnischen Sommermeisterschaften im Skispringen 2009 wurden am 10. und 11. Oktober 2009 in Zakopane ausgetragen. Während der Wettkampf von der Normalschanze auf der Średnia Krokiew abgehalten wurde, fand der Wettbewerb von der Großschanze auf der Wielka Krokiew statt. Die Meisterschaften wurden vom polnischen Skiverband (PZN) organisiert. Technischer Delegierter war Piotr Fijas, wohingegen Lech Pochwała der Wettkampfleiter war. Doppelmeister wurde Adam Małysz.

## Teilnehmer
| 76 Teilnehmer von elf Vereinen | 76 Teilnehmer von elf Vereinen |
| --- | --- |
| - AZS Zakopane (17) - KS Wisła Ustronianka (14) - TS Wisła Zakopane (11) - SSR LZS Sokół Szczyrk (7) - LKS Klimczok Bystra (6) - AZS AWF Katowice (6) | - RCOP Raubichi (6) - SK Kartik Banska Bystrzyca (5) - WKS-UKS Regle Kościelisko (2) - UKS Sołtysianie Stare Bystre (1) - LKS Poroniec Poronin (1) |

## Ergebnisse

### Normalschanze

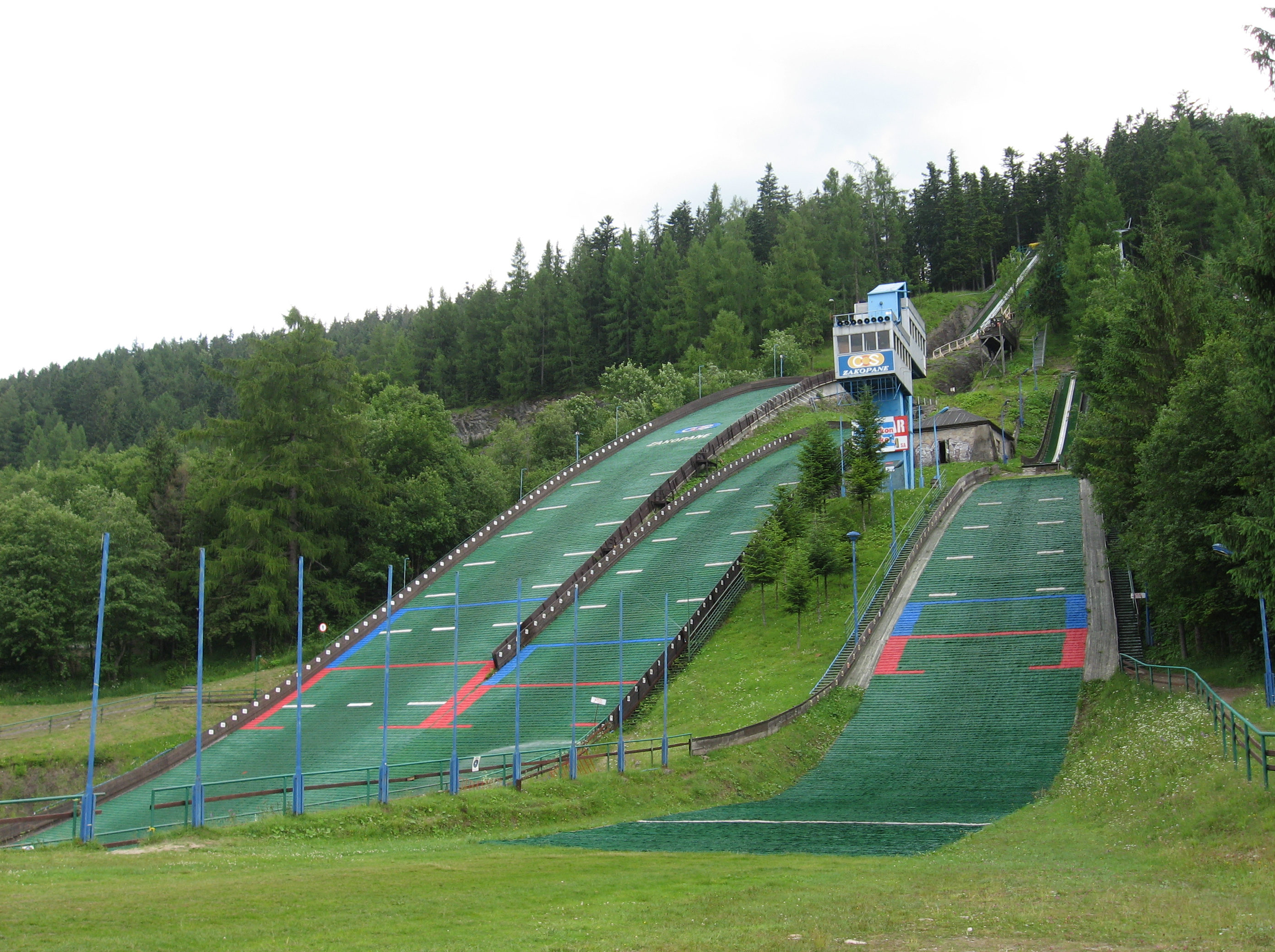
Austragungsort: Średnia Krokiew

Der Einzelwettbewerb von der Normalschanze fand am 10. Oktober 2009 auf der Średnia Krokiew (K 85 / HS 94) in Zakopane statt. Der spätere Meister Adam Małysz sprang zweimal auf 88,5 Metern und zeigte somit die größte Weite des Tages.
| Platz | Name               | Verein                | Weite 1 | Weite 2 | Punkte |
| ----- | ------------------ | --------------------- | ------- | ------- | ------ |
| 01.   | Adam Małysz        | KS Wisła Ustronianka  | 088,5   | 088,5   | 246,0  |
| 02.   | Łukasz Rutkowski   | TS Wisła Zakopane     | 086,5   | 083,0   | 228,0  |
| 03.   | Kamil Stoch        | AZS Zakopane          | 083,5   | 086,0   | 227,0  |
| 04.   | Stefan Hula        | SSR LZS Sokół Szczyrk | 083,5   | 084,0   | 225,0  |
| 05.   | Piotr Żyła         | KS Wisła Ustronianka  | 082,5   | 085,0   | 223,5  |
| 06.   | Andrzej Zapotoczny | AZS Zakopane          | 084,0   | 083,5   | 222,5  |
| 07.   | Dawid Kubacki      | TS Wisła Zakopane     | 085,0   | 082,5   | 221,5  |
| 08.   | Grzegorz Miętus    | AZS Zakopane          | 083,5   | 082,0   | 219,0  |
| 08.   | Marcin Bachleda    | TS Wisła Zakopane     | 084,5   | 081,0   | 219,0  |
| 10.   | Rafał Śliż         | AZS AWF Katowice      | 084,5   | 081,5   | 218,5  |
| 11.   | Paweł Słowiok      | KS Wisła Ustronianka  | 081,5   | 082,0   | 214,0  |
| 11.   | Krzysztof Miętus   | AZS Zakopane          | 082,5   | 081,0   | 214,0  |
| 13.   | Dawid Kowal        | AZS Zakopane          | 082,5   | 079,5   | 210,5  |
| 14.   | Maciej Kot         | AZS Zakopane          | 081,0   | 081,0   | 209,5  |
| 15.   | Tomasz Pochwała    | TS Wisła Zakopane     | 080,5   | 080,5   | 208,0  |

### Großschanze

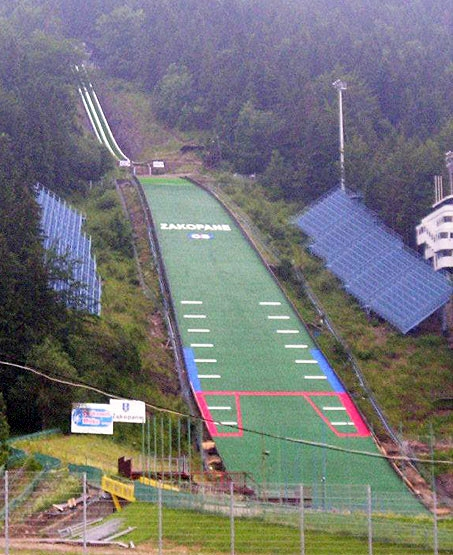
Austragungsort: Wielka Krokiew

Der Einzelwettbewerb von der Großschanze fand am 11. Oktober 2009 auf der Wielka Krokiew (K 120 / HS 134) in Zakopane statt. Nachdem 26 Athleten nach dem Qualifikationsspringen ausgeschieden sind, nahmen 50 Sportler am Meisterschaftswettkampf teil. Den weitesten Sprung zeigte der Vizemeister Łukasz Rutkowski mit 133,5 Metern.
| Platz | Name                          | Verein                | Weite 1 | Weite 2 | Punkte |
| ----- | ----------------------------- | --------------------- | ------- | ------- | ------ |
| 01.   | Adam Małysz                   | KS Wisła Ustronianka  | 128,0   | 131,0   | 264,7  |
| 02.   | Łukasz Rutkowski              | TS Wisła Zakopane     | 125,0   | 133,5   | 261,8  |
| 03.   | Grzegorz Miętus               | AZS Zakopane          | 130,0   | 123,5   | 256,3  |
| 04.   | Krzysztof Miętus              | AZS Zakopane          | 124,0   | 127,0   | 249,8  |
| 05.   | Dawid Kubacki                 | TS Wisła Zakopane     | 124,5   | 122,0   | 239,7  |
| 06.   | Kamil Stoch                   | AZS Zakopane          | 120,0   | 125,0   | 238,5  |
| 07.   | Marcin Bachleda               | TS Wisła Zakopane     | 121,5   | 122,0   | 234,8  |
| 08.   | Stefan Hula                   | SSR LZS Sokół Szczyrk | 118,0   | 121,5   | 228,6  |
| 09.   | Tomasz Byrt                   | KS Wisła Ustronianka  | 118,0   | 121,0   | 225,7  |
| 10.   | Wojciech Skupień              | TS Wisła Zakopane     | 119,5   | 119,0   | 225,3  |
| 11.   | Dawid Kowal                   | AZS Zakopane          | 117,5   | 120,0   | 222,0  |
| 12.   | Klemens Murańka               | TS Wisła Zakopane     | 117,0   | 118,5   | 218,9  |
| 13.   | Andrzej Zapotoczny            | AZS Zakopane          | 127,5   | 105,5   | 211,4  |
| 14.   | Mateusz Wantulok              | AZS AWF Katowice      | 112,5   | 118,0   | 206,4  |
| 15.   | Wojciech Gąsienica-Kotelnicki | TS Wisła Zakopane     | 117,0   | 112,0   | 204,2  |